# 배드핑거
배드핑거(Badfinger)는 영국 웨일스의 스완시에서 결성된 록 밴드로 1960년대에서 1980년대까지 주로 활동하였다. 이들이 정점에 있을 때의 멤버들은 피트 햄, 마이크 기빈스, 톰 에반스, 조이 몰랜드로 구성되어 있었다. 이들은 1970년대의 파워 팝 장르에 영향을 준 것으로 평가된다. 배드핑거는 총 1천4백만 장의 앨범을 판매했다.
배드핑거는 1961년 결성되었던 더 아이비스(The Iveys)라는 밴드에서 비롯되었는데 1968년 이들은 비틀즈가 만든 애플 레이블에서 첫 번째로 계약한 밴드가 되었다. 밴드 이름인 배드핑거는 비틀즈의 1967년 곡인 "With a Little Help from My Friends", 일명 "배드 핑거 부기"라는 곡에서 따왔다. 1968년부터 1973년까지 배드핑거는 애플 레이블을 통해 다섯 개의 앨범을 내고 투어를 벌이다가 애플의 해체 과정에 휩쓸려 버린다.
배드핑거는 1970년에서 1972년 사이에 세계적인 히트곡들을 연이어 내놓는다. 그 중에는 폴 매카트니가 곡을 쓰고 제작한 "Come and Get It"(1970년), "No Matter What"(1970년), 조지 해리슨이 제작한 "Day After Day"(1971년), "Baby Blue"(1972년)이 있다. 이들의 곡 "Without You"(1970년)는 여러 차례 리메이크 되었는데 해리 닐슨의 리메이크는 미국과 영국에서 1위에 올랐고 24년 후 머라이어 캐리의 리메이크로 영국 1위에 오르게 된다.
애플 레코드가 1973년 사업을 접은 후 배드핑거는 법적 소송과 재정적 문제 등에 휘말리면서 결국 1975년 멤버 중 하나인 햄의 자살로 이어진다. 이후 남은 멤버들은 이후 수년 간 저작권에 관한 법적 소송 가운데서 개인적인 삶과 밴드의 운명을 헤쳐나간다. 몰랜드와 에반스가 배드핑거의 전성기를 회복하려는 시도에서 둘 사이의 협력과 갈등을 통해 나온 이들의 후속 앨범들은 모두 실패하고 만다. 이후 애반스는 1983년 자살로 삶을 마감하게 되고 기빈스는 뇌동맥류로 2005년 사망하여 현재 원 멤버 중 몰랜드 만이 유일하게 남아 있다.

## 1961–1969년: 더 아이비스(The Iveys)

### 초창기
더 아이비스(The Iveys)는 1961년 영국 웨일스의 스완시에서 더 팬더스(The Panthers)라는 밴드로부터 형성되었는데 당시 멤버는 피트 햄(리드 기타), 로날드 "론" 그리피스(베이스 기타), 데이빗 "다이" 젠킨스(리듬 기타), 로이 앤더슨(드럼)으로 구성되었다. 이들은 더 블랙 벨벳이나 와일드 원스 같은 이름들을 거치다가 1964년에 스완시에 있는 아이비 플레이스라는 지명을 따서 더 아이비스로 정착하게 된다.
1965년 3월 드러머인 마이크 기빈스가 합류하였고 스완시 지역에서 영국 밴드들인 스펜서 데이비스 그룹, 더 후, 무디 블루스, 야드버즈 등의 오프닝을 맡게 되면서 자리를 잡아가게 된다.
1966년 6월에는 빌 콜린스가 매니저가 되었고 12월에 이들은 콜린스의 런던 집에서 합숙하게 된다.
이들은 런던에서 여러 가지 기존 곡들을 연주하였다. 모타운, 블루스, 소울, 사이키델리아, 비틀즈 곡들이었는데 그러면서 레코드 레이블의 관심을 받게 된다. 밴드 킹크스의 레이 데이비스가 이들을 오디션했고 1967년 1월에 "Taxi", "Sausage And Eggs", "I Believe in You Girl", 세 곡의 데모를 제작했다. 1966년 12월, 매니저 콜린스와 밴드는 콜린스에게 수익의 20%를 주기로 하며 5년 계약을 맺었다. 당시 콜린스는 이들에게 "나는 너희들에게 피, 땀, 눈물 외에는 아무 것도 약속할 수 없다"라고 말했다고 한다. 이들은 이후 60년대가 끝날 때까지 영국 전역에서 공연을 벌인다.
1967년 8월 다이 젠킨스가 밴드를 떠나게 되면서 리버풀 출신의 톰 에반스가 기타로 영입되었다. 그리피스가 기억하기로 당시 젠킨스는 매우 정중하게 밴드를 떠나고 싶다고 했는데 그는 음악보다는 여자에게 관심이 더 많았다고 한다.

### 애플과 계약
콜린스의 요청으로 비틀즈의 로드 매니저였던 말 에반스와 애플 레코드의 신인 발굴팀장이었던 피터 쇼는 1968년 1월 25일에 런던의 마키 클럽에서 공연하는 더 아이비스를 보러 오게 된다. 그리고 말 에반스는 이들의 데모 테잎을 비틀즈 멤버들에게 전달했고 이어 네 명 모두의 승인을 받아 계약을 맺게 된다. 1968년 7월 23일 애플과 계약을 체결하면서 이들은 비틀즈 외에 최초로 애플 소속 밴드가 된다. 멤버들도 각각 애플과 계약을 맺는다. 처음에는 토니 비스콘티나 에반스가 이들의 제작을 맡았었다.
비스콘티가 제작을 맡은 이들의 첫 싱글 "Maybe Tomorrow"은 1968년 11월 15일 출시되어 유럽 몇 개국을 비롯해 일본에서 톱 10에 들었지만 미국 빌보드에서는 67위까지만 올랐고 영국에서는 아예 차트에 진입조차 못했다. 애플의 미국 매니저였던 켄 맨스필드는 이 싱글을 당시에는 파격적이었던 40만장을 공급하면서 방송이나 언론에 적극 홍보했으나 결과는 그리 신통치 못했다. 이에 대해 맨스필드는 "밴드는 훌륭했다. 곡도 훌륭했다. 다만 우리에게 없는 것이 딱 하나 있었다... 각 사람들의 마음을 움직여서 음반에 돈을 지불하도록 실제로 만드는 힘이었다"고 했다. 한편 유럽과 일본에서의 인기에 힘입어 1969년 7월 같은 지역을 타겟으로 역시 비스콘티가 제작한 그리피스의 두 번째 싱글 "Dear Angie"가 출시되었다. 그리고 이어 두 개의 싱글이 포함된 LP <Maybe Tomorrow>를 이탈리아, 독일, 일본에서만 내놓았는데 이는 애플의 사장이었던 알렌 클라인의 전략적 선택이었다. 애플의 홍보담당이었던 토니 브람웰은 당시에 대해 "클라인은 당면했던 애플의 문제들을 해결할 때까지는 앨범을 더 이상 내지 않기로 했다"고 회상했다.
이러한 제한적인 발매에 대해 그리피스는 애플이 더 아이비스를 부당하게 대우하고 있다며 디스크 & 뮤직 에코 매거진에 인터뷰를 했었다. "우리는 약간 무시당하는 느낌이었다. 우리는 계속해서 싱글 발매를 위한 곡을 써서 애플에 제공했지만 그들은 계속해서 뭔가 부족하다며 퇴짜를 놓았다"고 했다. 폴 매카트니는 이 인터뷰를 읽고 "Come and Get It"이라는 곡을 밴드에게 만들어 주었는데 이 곡은 원래 <The Magic Christian>의 사운드트랙으로 쓴 곡이었다. 1969년 8월 녹음 전날 밤에 멤버들이 모두 흥분하여 잠을 못 이루었던 것을 그리피스는 기억한다. 녹음은 1시간 정도였고 매카트니는 자신이 만든 데모를 음표 하나 하나 똑같이 연주하도록 했다. 당시에 대해 매카트니는 "이들은 젊은이들이었고 뭔가 데모와 다르게 자신들만의 연주를 시도하고 싶다고 했지만 나는 똑같이 해야한다고 했다. 그렇게 하면 이 곡은 보나마나 히트곡이 될 것이기 때문이었다"고 했다.
폴 매카트니는 이 영화의 사운드트랙으로 두 개의 다른 곡들을 만들어야 했다. "Come and Get It"을 성공적으로 녹음한 후 매카트니는 이들이 쓴 곡 두 개를 골라서 사운드트랙에 제공하려 했다. 그가 고른 곡은 "Carry On Till Tomorrow"와 "Rock of All Ages"였다. 이 세 곡은 모두 영화에 사용되었고 사운드트랙 앨범에도 담겼다. 그리고 매카트니는 조지 마틴에게 "Carry On Till Tomorrow"의 현악 편곡을 맡겼다. 한편 녹음 세션 도중에 그리피스가 몸이 아파서 빠지게 되어 대신 에반스가 "Rock of All Ages", "Midnight Sun", "Crimson Ship" 세 곡의 베이스를 연주했다.

### 이름 변경
"Come and Get It"의 출시를 앞두고 밴드와 애플 측은 "더 아이비스"라는 이름이 진부하다고 느꼈고 또 이것이 "아이비 리그"와도 혼동되기도 하여 밴드명을 바꾸기로 했다. 여러 가지 제안이 있었는데 존 레논은 "더 글래스 어니언", "더 프릭스", "더 카그니스"를, 폴 매카트니는 "홈"을 후보로 내놓았다. 애플사의 닐 아스피날은 비틀즈의 곡 "With a Little Help from My Friend"의 초기 가제였던 "Bad Finger Boogie"에서 따온 "배드핑거(Badfinger)"를 제안했는데 그 가제는 당시 존 레논이 검지를 다쳐서 손가락 하나만 가지고 피아노를 연주했기 때문에 붙여졌었다. 1969년 12월 이들은 배드핑거로 이름을 결정했다.
조지 해리슨은 나중에 밴드의 이름이 비틀즈가 함부르크에서 활동하던 시절 알고 지내던 스트리퍼인 헬가 파브딩거에서 따온 것이라고 하기도 했다.

## 1969-1972년: 배드핑거

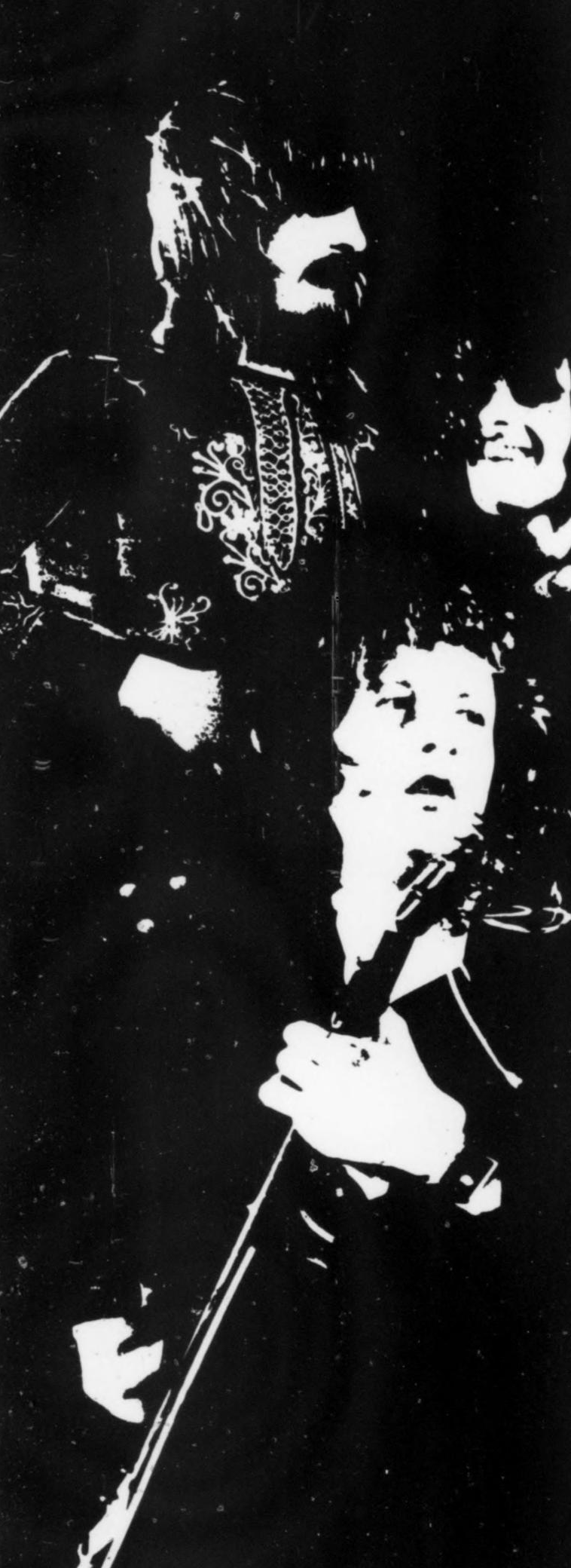
1972년, 배드핑거 공연

### 그리피스의 탈퇴와 몰랜드의 영입
1969년 10월 말 유일하게 결혼했으며 아이도 있었던 그리피스가 밴드를 떠나게 된다. 그리피스의 아내와 에반스, 그리고 매니저였던 콜린스는 갈등 관계에 있었다. 그리피스는 이후에 "토미 에반스가 다른 멤버들에게 내가 더 이상 자신들과 같지 않다며 안좋은 분위기를 조성했다"고 했다. 드러머인 기빈스가 기억하기로는 그리피스는 탈퇴에 대해 다른 멤버들과 상의조차 하지 않았다고 했다.
"Come and Get It"의 출시일이 다가오면서 이들은 그리피스를 대신할 멤버를 물색했다. 베이시스트를 위한 수 차례의 오디션 끝에 기타리스트인 조이 몰랜드를 영입하게 되었고 그 결과 에반스는 리듬 기타에서 베이스로 포지션을 옮기게 된다.

### 성공으로 시작을 끊다
"Come and Get It"은 1969년 12월에 영국에서 싱글로 발매되었고 1970년 1월에는 미국에도 출시되면서 결국 전세계적으로 백만장 이상의 판매고를 올렸다. 각국의 톱 10 차트에 진입했고 미국 빌보드에는 7위, 영국 차트에서는 4위까지 올랐다. 그리고 나서 몇 지역에서만 한정적으로 발매되었던 더 아이비스의 <Maybe Tomorrow>앨범을 비롯하여 <The Magic Christian>의 사운드트랙에 들어갔던 세 곡, 그리고 이전에 더 아이비스 시절 만들었던 곡들을 합하여 배드핑거의 첫 번째 앨범 <Magic Christian Music>이 1970년 발매되었고 빌보드 앨범 차트의 55위에 오른다.
1970년 3월에 말 애반스가 제작을 맡은 녹음 세션에 돌입하여 "No Matter What"을 비롯한 두 곡이 완성되었으나 애플 측에서는 싱글로 내놓을만한 상품 가치가 없다고 판단했다. 그리고 나서 제작자가 비틀즈의 엔지니어였던 제프 에머릭으로 교체되고 두 번째 앨범을 1970년 7월에 완성한다. 녹음을 하던 중간에 이들은 하와이에서 열린 캐피톨/애플 레코트 컨벤션에 참여하였다가 로마에서 공연을 가지기도 했다. 앨범 <No Dice>는 1970년 말에 미국에서 발매되어 빌보드 앨범 차트 28위에 올랐다. 말 애반스가 제작했던 곡 "No Matter What"은 에머릭이 리믹스하여 결국 싱글로 출시되었고 미국에서 8위, 영국에서 5위를 비롯하여 여러 나라에서 톱 10에 진입했다. 에머릭이 제작했던 이 앨범에 담겼던 곡 "Without You"는 이후 1972년 해리 닐슨이 리메이크하면서 미국 빌보드 차트 1위와 영국 차트 1위를 5주간 유지하면서 전세계적으로 더욱 큰 성공을 거두게 된다. 이 곡은 햄이 만들었던 곡과 에반스가 쓴 후렴구를 합쳐서 만든 곡이었는데 1972년 이보 노벨로 어워드를 받기도 했다.

### 스탠 폴리와의 계약
1970년 4월 미국 순회공연을 위한 준비 중에 매니저인 콜린스는 뉴욕의 사업가 스탠 폴리와 만남을 갖고 배드핑거와 사업 계약을 맺게 된다. 폴리는 배드핑거 엔터프라이즈를 설립하고 부사장이 되며 투어, 녹음, 출판, 저작권등에 대한 여러 내용들을 관장하게 되면서 멤버들의 봉급도 조정하게 되는데 이후 멤버들은 수입에 비해 부당하다는 불평을 하기도 했다. 기빈스는 스탠에 대해 매우 파워풀한 인물이라는 인상을 받았다고 했고 몰랜드는 그가 아버지와도 같은 존재였다고 했다. 당시 폴리는 블러드, 스웨트 & 티어스의 알 쿠퍼와 루 크리스티도 관리하고 있었다.
폴리가 업계에서는 평판이 좋고 존경받는 인물이기는 했지만 재정운용에 있어의 모호함은 결국 밴드의 해체에 일조하게 된다. 폴리의 회계사가 작성한 문건을 보면 1970년 12월에서 1971년 10월 동안에 봉급으로 조이 몰랜드에게 $8,339, 마이크 기빈스에게 $6,861, 톰 에반스에게 $6,211, 피트 햄에게 $5,959을 지급하였고 순이익 $24,569, 그리고 기획사 수수료로 스탠 폴리에게 $75,744가 집행된 것으로 되어 있다. 밴드 멤버들이 이 문건을 보았는지는 모르겠으나 매니저였던 콜린스의 글씨가 문건에 있는 것으로 보아 그는 알고 있었을 것이다.
배드핑거는 1970년 말 세 달 간 미국에서 투어를 벌였고 대부분 성공적이었는데 지속적인 비틀즈와의 비교 때문에 지친 상태였다. "Maybe Tomorrow"의 제작을 맡았던 토니 비스콘티는 "이들이 나에게 준 가장 큰 인상은 목소리가 비틀즈와 너무나도 흡사하다는 점이었다"며 "때때로 나는 녹음 작업을 하다 존과 폴이 노래하고 있는게 아닌가 하고 고개를 들어 스튜디오 안을 쳐다보았다"고 했을 정도였다. 롤링 스톤의 음악 평론가인 마이크 손더스는 "이는 마치 존, 폴, 조지, 링고가 배드핑거의 조이, 피트, 톰, 마이크로 환생한 듯했다"고 쓰기도 했다. 미디어에서 이들을 비틀즈와 비교하는 것은 배드핑거의 활동 내내 계속되었다.

### 애플에서의 세션
배드핑거의 멤버들은 애플 레이블에 있는 여러 뮤지션들의 작업에 세션으로 참여했다. 조지 해리슨의 앨범 <All Things Must Pass triple album>(1970년)에서 어쿠스틱 기타와 퍼커션을 연주했고 여기에는 히트 싱글인 "Isn't It a Pity", "My Sweet Lord", "What Is Life"가 담겨 있다. 햄과 에반스는 해리슨이 제작을 맡았던 링고 스타의 싱글 "It Don't Come Easy"에서 백 보컬을 했었고 존 레논의 앨범 <Imagine>에도 에반스와 몰랜드가 참여했었다. 다만 몰랜드에 따르면 이들이 참여했던 곡들은 쓰여지지 않았다고 한다. 가장 유명한 세션으로는 1971년에 있었던 조지 해리슨의 방글라데시를 위한 공연이었는데 리허설에 멤버 네 명이 모두 참여하였고 공연에서는 햄이 해리슨과 함께 어쿠스틱 기타로 "Here Comes the Sun"를 듀엣으로 연주했다.

### <Straight Up>
1971년에 배드핑거는 글로스터셔에 있는 클리어웰 성을 빌려서 그곳에서 지내며 녹음작업을 했다. 다시 에머릭이 제작을 맡아 세 번째 앨범을 완성했는데 애플에서는 또다시 퇴짜를 놓았다. 애플은 녹음에 있어 더 깔끔한 사운드를 뽑아낼 수 있는 제작자가 필요하다고 봤다. 그래서 1971년 봄에 조지 해리슨이 직접 제작자로 나섰고 레온 러셀과 클라우스 부어만이 세션에 참여했다. "Day After Day"의 더블 슬라이드 기타를 녹음했을 당시에 대해 몰랜드는 다음과 같이 회상했다. "피트와 내가 반주 파트를 다 완성했는데 조지 (해리슨)이 스튜디오에 들어와서 자신이 연주해도 되겠느냐고 물었다... 두 개의 기타를 맞추는데 정말 몇 시간이 걸렸다." 그런데 방글라데시를 위한 공연 일정이 잡혀있었기 때문에 조지 해리슨은 네 곡만을 작업한 채 제작을 멈춰야 했다. 여기에는 배드핑거도 참여하게 되어 있었다. 공연 후에는 공연 테잎을 가지고 작업하느라 또 녹음 작업은 미루어졌다. 결국 이 앨범은 토드 룬드그렌이 맡아 해리슨이 작업했던 녹음들을 가지고 믹싱을 하고 에머릭이 제작했던 곡들을 재녹음했고, 또 새로운 곡들을 덧붙여서 완성시켰다.
<Straight Up>이라 이름이 붙여진 이 앨범은 1971년 12월 미국에 발매되었고 두 개의 싱글이 성공을 거두었다. "Day After Day"가 빌보드 4위에 오르며 세계적으로 백만장 이상의 판매를 달성했고 "Baby Blue"는 14위에 올랐고 앨범은 미국 차트에서는 31위에 달했다. 한편 "Baby Blue"는 날짜까지 다 잡혀 있었음에도 영국의 애플 레코드가 와해되는 와중에 싱글로 발매되지 못했다.
배드핑거는 1972년 미국 투어를 벌였는데 에반스와 문제가 있었던 기빈스는 공연을 내팽개치고 떠나버려서 투어에는 롭 스타윈스키가 드럼으로 참여했다. 그러나 투어 이후에 기빈스가 돌아오면서 스타윈스키는 밴드를 떠났다.

## 1972-1984년: 쇠락과 고군분투

### 애플 레코드와 결별
1972년 초 배드핑거는 애플 레코드와 한 장의 앨범 계약이 남아있었다. 배드핑거가 성공을 거두었음에도 애플은 운영을 축소하면서 어려운 시기를 맞고 있었다. 몰랜드에 따르면 미국측 기획이었던 폴리가 애플의 클라인이 배드핑거의 저작권료 배분율을 줄여버렸으며 녹음 스튜디오 사용료도 자비로 하라고 자신들에게 말했다고 한다. 이 시기에 폴리는 고객들에게 이미 재정적 부실에 대한 의심을 받고 있었고 여러 가지 혐의들이 드러나고 있었다.
배드핑거의 네 번째 앨범이자 애플에서 제작하는 마지막 앨범인 <Ass>는 1972년 초에 시작되었는데 이후 다섯 개의 스튜디오를 돌며 다음 해까지 이어졌다. 원래는 런드그렌이 제작자로 고용되었으나 첫 주에 금전 문제로 그만두어 버렸다. 결국 밴드는 자체적으로 앨범을 제작하였으나 애플 측에서 받아들이지 않았다. 결국 배드핑거는 크리스 토마스를 공동제작자로 하여 앨범을 완성시켰다. 그러는 동안 폴리는 워너 브라더스 레코드와 3년간 6개월 마다 새로운 앨범을 내는 계약을 추진하고 있었다. 이때쯤에는 이미 에반스가 폴리를 수상쩍게 여기고는 있었지만 결국 계약서에 서명을 하게 된다. 우여곡절 끝에 나온 <Ass>는 미국에서 122위까지 밖에 오르지 못했던 싱글이었던 "Apple of My Eye"는 빌보드 핫 100 차트에 진입조차 못했다.

### 워너 브라더스 레코드로 이전

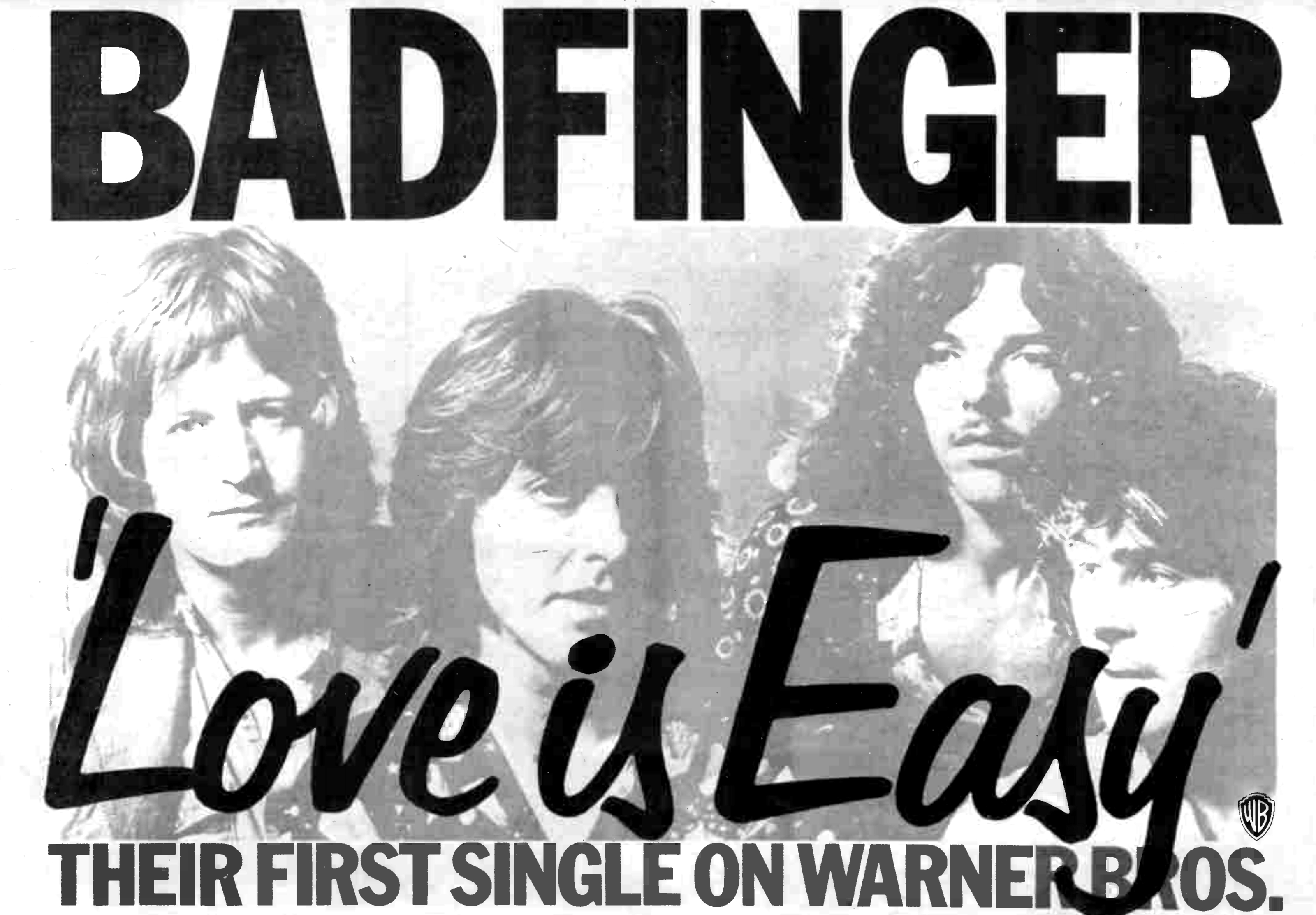
워너 브라더스 레코드의 "Love Is Easy" 싱글을 위한 홍보물

애플과의 계약을 이행한 후 폴리는 1년에 앨범 두 장을 내는 계약을 체결했다. 배드핑거 엔터프라이즈의 부사장이었던 포지스는 지속적으로 계약서에 서명하지 말라고 권고했었다. 폴리는 워너 브라더스와 3백만 달러의 계약을 맺었고 멤버들에게 "너희들은 이제 백만장자야!"라고 했다고 한다. 이 계약을 통해 밴드는 미국 판매 수익의 12%를, 그리고 나머지 전세계적으로는 8.5%를 받게 되었다. 그리고 매 앨범 마다 22만 5천 달러를 선지급 받게 되었다.
<Ass> 작업을 마친 뒤 6주 밖에 안되었을 때 배드핑거는 또다시 워너 브라더스에서 발매하는 첫 앨범인 <Badfinger>를 위해 스튜디오로 들어갔다. 이 앨범은 토마스가 제작을 맡았고 곡들은 녹음하는 와중에 스튜디오에서 쓰여졌다. <Ass>와 <Badfinger>는 거의 동시에 발매되었는데 <Badfinger>의 싱글인 "Love Is Easy"와 "I Miss You"는 성공하지 못했고 이어진 미국 투어는 그럭저럭 마치게 되었다.
미국 투어 이후 배드핑거는 다음 앨범 <Wish You Were Here>를 위해 콜로라도의 캐러부 랜치 스튜디오와 런던에 있는 조지 마틴의 AIR 스튜디오에서 작업을 하게 된다. 이 앨범은 1974년 10월에 발매되었고 롤링 스톤이나 여러 매거진에서 좋은 평을 받았다. 한편 그 전 해, 워너 브라더스에서는 선지급 자금들이 들어 있는 에스크로 계정에 대해 폴리와 협력이 잘 이루어지지 않고 있었다. 계약에 의하면 폴리는 워너 브라더스와 밴드가 모두 사용 가능한 계정에 안전 보장을 위해 25만 달러를 예치해 놓게 되어있었다. 하지만 폴리는 이 계정에 대한 정보를 워너 브라더스에 알려주지 않았고 계속적인 요구를 피하고 있었다. 그 결과 1974년 4월 워너 브라더스는 배드핑거와의 계약을 결렬시킨다. 그래도 폴리는 새로운 계약을 맺지 않은 채 이 문제를 해결하지 않고 내버려둔다.

### 혼란과 개인사
밴드의 관리 쳬계와 돈 문제, 밴드 내의 알력 등은 계속적으로 혼란을 만들어 냈다. 몰랜드의 아내인 캐시가 밴드내에서 입김이 세졌고 다른 멤버들, 특히 햄은 이를 좋아하지 않았다. 그녀는 배드핑거가 히트 음반을 냈음에도 제대로 대접받지 못한다고 불평했다. 한편 밴드의 일을 돕던 이들 중 하나는 "캐시는 린다 매카트니가 되고 싶어했다. 만약 방법만 있었다면 그녀는 밴드 멤버 중 하나가 되었을 것이다"라고 평하기도 했다. 1974년 10월 영국 투어를 앞두고 열렸던 회의 중에 햄은 갑자기 밴드를 그만두겠다고 했다. 그는 벌떡 일어서서 "캐시가 밴드를 좌지우지하는 것을 더는 볼 수 없어! 이제 그만두겠어!"라고 외치고는 나가버렸다. 햄의 자리는 곧바로 기타와 키보드를 연주하는 봅 잭슨으로 교체되었다. 햄이 3주간 자리를 비운 동안 폴리는 레코드 사들과 햄의 솔로 활동에 대해 타진하기도 했는데 결국 워너 브라더스의 압력에 의해 햄은 투어가 시작될 무렵 다시 밴드로 돌아왔다. 워너 브라더스가 햄이 없다면 더 이상 배드핑거에 관심이 없다고 못박았기 때문이었다. 한편 잭슨은 키보드 연주자로 배드핑거에 남게 되면서 밴드는 5인조가 되었다. 영국 투어 이후 몰랜드는 솔로 활동을 위해 밴드를 떠났다.

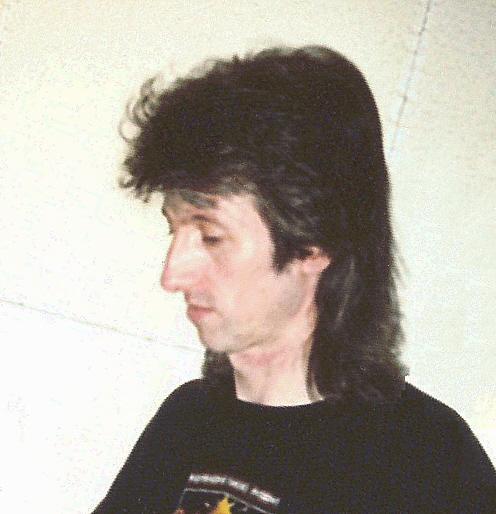
기타리스트이자 키보드 주자인 봅 잭슨 (1990년)

워너 측과의 관계가 점점 위태로워지면서 폴리는 밴드의 미국 투어를 취소하고 워너 브라더스와 계약한 세 번째 앨범을 위해 애플 녹음 스튜디오로 가도록 압박했다. 배드핑거의 이전 세 앨범을 제작했던 토마스가 너무 서두른다고 하자 폴리는 밴드 키스의 제작자인 케니 커너와 리치 와이스를 데려와 앨범을 제작하게 했다. 이렇게 하여 11일 동안 애플 스튜디오에서 녹음한 것이 <Head First> 앨범인데 이는 2000년이 되서야 발매된다. 당시 녹음 테이프는 미국의 워너 브라더스로 보내졌으나 폴리 및 배드핑거와 법정 분쟁 중이었기에 앨범을 낼 수 없는 상황이었다. 당시에 워너 측에서는 이 녹음에 대해 "매우 서둘러 만든 것 같다"며 "우리에게 돈을 더 뜯어내기 위해서 만든 것"이라고 폄하했다. 법정 분쟁으로 인해 <Wish You Were Here> 발매 7주 후부터 홍보를 비롯하여 전세계 유통도 중단되면서 배드핑거의 활동은 완전히 끊어져 버렸다.

### 피트 햄의 자살과 해체
앨범 판매가 갑자기 중단되고 차기 앨범이 거부당하면서 배드팽거는 법정 공방이 이어지던 1975년 초 어떻게 앞길을 헤쳐 나가야 할지 고민에 빠졌다. 1975년 3월 급여로 받은 수표는 부도가 났고 4월 지급액은 아예 지급되지 않았다. 멤버들은 공황 상태에 빠졌고 특히 햄의 경우 집을 막 샀고 여자 친구는 임신 중이었다. 봅 잭슨에 따르면 멤버들은 폴리를 제쳐 놓고 런던 전역에 걸쳐 공연 섭외나 매니저를 찾았다고 한다. 하지만 폴리와 계약이 된 상태였고 또 법적 문제도 해결되지 않았기 때문에 성사되지 못했다. 1975년 초에 햄은 여러 차례 폴리와 통화를 시도했었지만 모두 실패했다.
1975년 4월 23일 밤, 피트 햄은 미국으로부터 걸려온 전화 한 통을 받았는데 그의 돈이 모두 사라져 버렸다는 내용이었다. 그날 밤 그는 톰 에반스와 만나 술집에 함께 갔고 위스키를 진탕 마셨다. 에반스가 새벽 3시쯤 그를 집에 데려다 주었고 햄은 이후 아침 무렵 차고에서 목을 메어 자살했다. 그의 유서는 여자 친구인 앤 헤리어트와 그의 아들 블레어 앞으로 되어 있었는데 폴리를 향한 분노와 삶에 대한 실망과 무기력감에 대한 내용이었다. 유서는 다음과 같았다. "앤, 사랑해. 블레어, 사랑해. 내게는 그 누구도 사랑하거나 신뢰하는 것이 허락되지 않은 것 같아. 이게 더 나을 것 같아. 피트. 추신. 스탠 폴리는 영혼 없는 개자식이야. 그를 데리고 같이 갈거야." 피트 햄은 27의 나이로 사망했다. 그 지난 몇 달간 그는 정신병적인 증상을 보여왔고 기븐스는 그가 담뱃불로 자신의 손과 팔을 지지는 것을 보았다고도 했다. 그의 시신은 화장되어 묘지에 뿌려졌다. 햄의 딸 페테라는 그가 죽은 지 한달 만에 태어났다. 그리고 5월, 워너 브라더스는 배드핑거와의 계약을 해지했고 밴드는 해체되었다. 이 시기에 애플 또한 자사의 앨범 목록에서 배드핑거의 모든 앨범들을 삭제해 버렸다.

### 배드핑거 이후
이후 기빈스는 플라잉 에이시스에 합류하였고 보니 타일러의 히트곡 "It's a Heartache" 등을 비롯하여 여러 뮤지션들의 작업에 드럼으로 참여했다. 에반스와 잭슨은 더 다저스라는 밴드에 들어갔고 1976년 아일랜드 레코드를 통해 세 장의 싱글을 영국에서 발매했다. 그러던 중 1977년 에반스는 협력하지 않는다는 이유로 해고되었고 후속 앨범을 위해 녹음했던 그의 분량을 모두 들어내 버렸다. 이는 이후에 <Love on the Rebound>라는 제목으로 발매되었다. 이 밴드도 결국 1978년 해체되었고 이후 젝슨은 더 서처스와 데이빗 바이런 밴드에서 활동한다. 몰랜드는 1975년 콜로세움의 마크 클라크, 험블 파이의 제리 셜리와 함께 내츄럴 개스라는 별명의 밴드를 꾸렸다. 이들은 1976년 피터 프램톤의 오프닝으로 몇 차례 공연을 가졌다. 내츄럴 개스는 밴드 이름을 제목으로 한 앨범과 세 장의 싱글을 발표했지만 어느 것도 차트에 진입하지 못했다.
1977년에 이르러 몰랜드와 에반스는 음악계를 떠났다. 당시의 어려웠던 재정 상황에 대해 몰랜드는 후에 "기타를 비롯하여 몇 가지 팔아치울 수 있어 그나마 다행이었다. 우리는 완전히 바닥을 쳤었다. 그런 상황은 내게 세 번이나 있었고 나와 아내는 모든 것을 팔아치우고 아내의 부모님 집이나 그외 닥치는 대로 얹혀 살기도 했다. 로스 엔젤레스에서 카펫을 까는 일 등을 했었다. 살아남기 위해서는 무슨 일이곤 닥치는 대로 해야 했다"고 회상한다. 런던에 있던 에반스는 파이프 설치하는 일과 택시 운전을 했었다. 콜린스는 런던에 있었던 방 두개 짜리 리허설 스튜디오의 임대료를 지불하기가 어려웠다. 새로운 입주자를 위한 광고를 냈고 섹스 피스톨즈의 매니저였던 말콤 맥클라렌과 연결이 되어 펜더 로즈 피아노로 계약금을 대신하고 650 파운드(2020년 가격으로 5,600 파운드 정도)를 받았다.

### 재결합, 재해체, 그리고 톰 에반스의 자살
1977년 말, 미국 출신의 드러머 케니 하크와 기타리스트 조 탠신이 몰랜드와 함께 새로운 밴드를 시작했다. 베이스 연주자가 필요했는데 몰랜드는 에반스를 추천했고 에반스는 1978년 캘리포니아를 방문하고 나서 합류하게 된다. 일렉트라 레코드에서 적극 추천하면서 이름을 배드핑거라고 정했고 이들의 컴백 앨범인 <Airwaves>가 1979년 출시된다. 그러나 하크는 세션 도중 짤리게 되고 탠신은 앨범이 완성되자마자 밴드를 떠나버렸다. 앨범 홍보 활동을 위해 예스의 키보드였던 토니 케이와 스틸러스 휠의 피터 클라크를 드럼으로 영입했다. 싱글로 나왔던 "Love is Gonna Come at Last"는 빌보드 차트 69위까지 올랐다. 이후 세컨드 기타로 글렌 셰르바와 클라크를 대신하여 리처드 브라이언스를 드럼으로 하여 햄이 떠난 이후 두 번째 앨범인 <Say No More>를 1981년 발매했다. 이 앨범의 두 번째 싱글 "Hold On"은 빌보드 차트 56위에 올랐다.
폴리와 워너 브라더스의 소송건은 4년을 이어갔으며 결국 폴리가 "상당한 금액"을 회사측에 물어주는 것으로 1978년 말 판결이 났다. 하지만 폴리는 원금의 절반 가량인 10만불을 챙겼는데 이는 대략 세 장의 앨범을 내는데 들어가는 액수였다. 1987년 리버사이드 지방검찰청의 수사관인 존 핸슨은 폴리가 관련된 사기 은행 거리를 수사를 개시했다.
<Say No More> 앨범의 실패 이후 몰랜드와 에반스는 각각 "배드핑거"라는 이름을 사용하여 1982년과 1983년에 걸쳐 투어 밴드를 만들고 공연을 벌였고 이는 사적, 공적 갈등을 더욱 부추겼다. 에반스는 1975년 이전의 멤버들이었던 잭슨과 기빈스와 팀을 이루었다.
1983년 에반스와 잭슨은 1975년 이후 배드핑거의 멤버들이었던 케이와 셰르바, 그리고 드러머 레니 캄파나로를 영입했고 몰랜드는 자신의 배드핑거 공연을 위해 역시 1975년 이후 멤버들인 탠신과 에반스, 잭슨의 이름으로 밀워키 사업가인 존 카스와 계약을 맺었는데 이는 결국 뒤죽박죽의 투어와 5백만 달러의 소송에 휘말리게 되었고 1985년 10월 21일 결국 카스가 소송에서 이긴다. 1983년 초 에반스와 잭슨은 미네아폴리스에서 "배드핑거" 이름으로 네 곡의 데모를 만들었다. 이중에는 잭슨이 햄을 위해 쓴 곡 "I Won't Forget You"도 있었다. 이 곡들은 데이비드 보위와 스티비 원더의 매니저인 돈 파웰의 도움에도 불구하고 큰 반향을 일으키지 못했다.
1983년 11월 18일 밤, 에반스와 몰랜드는 애플 시절의 배드핑거 수익이 아직도 에스크로에 묶여 있는 것과 에반스가 받고 있는 "Without You" 저작권료를 몰랜드와 기빈스, 그리고 이전 매니저인 콜린스와 나누는 문제에 대해 전화로 열띤 논쟁을 벌였다. 이 논쟁 이후 11월 19일 아침, 에반스는 서리에 있는 자신의 집 정원에서 목을 메어 자살했다. 시신은 화장되었다.

## 1984년 - 현재
1984년 몰랜드와 기빈스, 잭슨은 배드핑거의 이름으로 재결합하여 "영국 록앤롤 20주년 기념 투어"의 일환으로 31번의 공연을 가졌다. 1986년에는 몰랜드와 기빈스가 배드핑거로 몇 차례 산발적으로 공연을 하기도 했다. 그리고 1990년 기빈스는 완전히 밴드를 떠났다.
한편 애플에서 발매했던 네 장의 배드핑거 앨범들은 1975년부터 발매가 되지 않다가 1990년대와 2010년에 재발매된다. 아이베이스의 앨범 <Maybe Tomorrow>도 1990년대 초에 함께 재발매되었었는데 2010년 재발매에서는 제외되었다.
워너 브라더스에서 냈던 두 앨범을 모은 첫 번째 모음집인 <Shine On>이 영국에서 1989년 발매되었고 리노 레코드에서는 역시 워너 브라더스 시절의 곡들을 모아 <The Best of Badfinger, Vol. 2>를 펴냈다. 그리고 1995년에는 애플에서 나왔던 네 앨범에서 뽑은 베스트 앨범인 <Come and Get It: The Best of Badfinger>가 EMI/애플/캐피톨 레이블에서 출시되었다. 그리고 이후 두 개의 레이블을 합친 <The Very Best of Badfinger>가 2000년에 나왔다.
머라이어 캐리의 <Without You> 리메이크가 1994년 대성공을 거두면서 몰랜드와 기빈스는 미국 작곡가, 작가, 출판 협회(ASCAP)로부터 1995년 상을 받았는데 이로 인해 햄과 애반스 가족들의 분노를 사게 된다.
1988년에 골드마인 매가진에서 했던 품절된 앨범들 중 CD로 재발매되기를 원하는 앨범들에 대한 설문조사를 했었는데 <Straight Up>(1971년)이 1위로 꼽혔다. 이 앨범은 1993년에야 CD로 발매되었다. 1995년에 몰랜드는 가장 인기 있는 10개의 배드핑거 곡들의 재녹음을 요청받았다. 이 곡들은 여러 종류의 패키지로 나왔는데 그 중에는 몰랜드만이 유일한 멤버였음에도 1970년대의 밴드 라인업을 내놓거나 자세한 설명이 없는 등 약간의 논란을 불러왔다. 2000년에는 댄 마토비나가 쓴 배드핑거의 일대기를 자세히 다룬 전기 <Without You: The Tragic Story of Badfinger>가 출간되었고 2000년에는 증보판으로 책과 함께 희귀한 내용과 인터뷰가 담긴 CD가 들어갔다.
1974년 12월에 애플의 엔지니어였던 필 맥도날드가 제작했던 릴 테이프에 담긴  <Head First>의 초기 믹스 버전이 2000년에 CD로 출간되었는데 전기 작가인 댄 마토비나에 따르면 워너 브라더스는 마스터 테이프를 찾지 못하다가 10년 후 발견했다고 한다. 2002년 기빈스는 1982년 10월에 인디애나에서 당시 일반 카세트 녹음기로 녹음했던 배드핑거의 공연을 <Live 83 – DBA-BFR>란 제목의 2-디스크 세트로 출간했다.
2013년에 이르러서 저작권료에 대한 분쟁이 재판을 통해 마무리되어 주요 작곡가가 출판사 저작권 수익에서 32 퍼센트를, ASCAP에서 25%를 가져가고 나머지 멤버들과 매니저였던 콜린스가 나머지를 나누게 되었다. 그리고 앨범 판매 수익 중에서는 각 멤버와 콜린스까지 하여 20%씩 균등하게 나누었다. 1994년 머라이어 캐리가 "Without You"를 리메이크 했을 경우 햄에게 돌아간 저작권료는 50만 달러에 달했다.

## 배드핑거 이후 솔로 활동
배드핑거가 와해된 후 세 명의 멤버들은 (조이 몰랜드, 봅 잭슨, 마이크 기빈스) 계속하여 새로운 음악을 만들어 냈다. 몰랜드는 네 장의 솔로 앨범을 냈고 (<After the Pearl>(1983), <The Pilgrim>(1992), <This Way Up>(2001), <Return to Memphis>(2013)) 1998년에는 데모들을 모아 자신이 세운 레이블인 인디펜던트 아티스트 통해 <Demos Old and New>를 발매했다. 잭슨의 경우 1995년 다시 더 포츈스에 합류하여 메인 보컬을 맡았으며 공연을 할 때에는 배드핑거의 곡들을 함께 했다. 기빈스는 엑시트 뮤직을 통해 네 장의 솔로 앨범을 냈다 (<A Place in Time>(1996), <More Annoying Songs>(2002), <Archeology>(2005), <In the Meantime>(2005)).
또한 피트 햄과 톰 에반스의 사후에 이들이 작업했던 곡들도 발매되었었는데 햄이 집에서 녹음했던 것들에다 잭슨과 그리피스가 연주를 덧붙인 것이 <7 Park Avenue>(1997)와 <Golders Green>(1999)으로 나왔고 1995년 에반스 사후에 그의 곡들을 모은 <Over You>가 발매되었다.
초기 매니저였던 빌 콜린스는 2002년 8월 89세의 나이로 사망했고  2005년 10월, 마이크 기빈스는 뇌동맥류로 인해 플로리다에 있는 자신의 집에서 자는 동안에 사망했다. 당시 그의 나이는 56세로 두 번 결혼했고 세 명의 아들이 있었다.
2006년 6월, 스완시에서 배드핑거 컨벤션이 열렸고 봅 잭슨이 와서 연주했다. 이 행사에는 봅 잭슨과 론 그리피스가 참가했고 햄, 에반스, 기빈스의 유족들 중 몇도 함께 했다. 2008년 1월에는 BBC 웨일즈에서 배드핑거의 1시간 짜리 다큐멘터리를 방영했다.
2013년 4월 27일 스완시 시의회는 스완시에 있는 피트 햄의 집에 공식적으로 패를 달아 그를 기념했다.
조이 몰랜드의 아내인 캐시 몰랜드는 2009년 3월 24일에 사망했고 스탠 폴리는 캘리포니아에서 2009년 7월 20일 사망했다.
현재 조이 몰랜드는 미국에서 조이 몰랜드의 배드핑거란 이름으로 계속 투어를 벌이며 활동하고 있다. 전 멤버였던 봅 잭슨 역시 2015년 배드핑거란 이름으로 영국 23개 지역에서 투어를 했다.

## 멤버
몰랜드의 배드핑거
에반스와 기빈스의 배드핑거
봅 잭슨의 배드핑거

## 타임라인
Timeline

## 음반

### 정규 앨범
더 아이비스(The Iveys):
| 년도   | 앨범           |
| ------ | -------------- |
| 1969년 | Maybe Tomorrow |

배드핑거:
| 년도   | 앨범                  | 호주 | 미국  |
| ------ | --------------------- | ---- | ----- |
| 1970년 | Magic Christian Music | 31위 | 55위  |
| 1970년 | No Dice               | —    | 28위  |
| 1971년 | Straight Up           | 22위 | 31위  |
| 1973년 | Ass                   | —    | 122위 |
| 1974년 | Badfinger             | —    | 161위 |
| 1974년 | Wish You Were Here    | —    | 148위 |
| 1979년 | Airwaves              | 97위 | 125위 |
| 1981년 | Say No More           | —    | 155위 |
| 2000년 | Head First            | —    | —     |

### 컴필레이션/라이브 앨범
| 년도   | 제목                                                                                          |
| ------ | --------------------------------------------------------------------------------------------- |
| 1989년 | Shine On (영국)                                                                               |
| 1990년 | The Best of Badfinger, Vol. 2                                                                 |
| 1990년 | Day After Day: Live                                                                           |
| 1995년 | Come and Get It: The Best of Badfinger                                                        |
| 1997년 | BBC in Concert 1972–1973                                                                      |
| 2000년 | The Very Best of Badfinger                                                                    |
| 2002년 | Live 83 – DBA-BFR                                                                             |
| 2010년 | Magic Christian Music; No Dice; Straight Up; Ass (remastered albums on CD, with bonus tracks) |
| 2010년 | Apple Records Extra: Badfinger                                                                |
| 2013년 | Timeless...The Musical Legacy                                                                 |

### 싱글
| 년도   | 싱글                         | 영국 | 호주 | 캐나다 | 미국  | 캐시박스 톱100 | 앨범                  |
| ------ | ---------------------------- | ---- | ---- | ------ | ----- | -------------- | --------------------- |
| 1969년 | "Maybe Tomorrow"             | —    | —    | —      | 67위  | 51위           | Maybe Tomorrow        |
| 1969년 | "Dear Angie"                 | —    | —    | —      | —     | —              | Maybe Tomorrow        |
| 1969년 | "Come and Get It"            | 4위  | 14위 | 4위    | 7위   | 6위            | Magic Christian Music |
| 1970년 | "No Matter What"             | 5위  | 8위  | 7위    | 8위   | 6위            | No Dice               |
| 1971년 | "Day After Day"              | 10위 | 6위  | 2위    | 4위   | 3위            | Straight Up           |
| 1972년 | "Baby Blue"                  | 73위 | 16위 | 7위    | 14위  | 9위            | Straight Up           |
| 1973년 | "Apple of My Eye"            | —    | 96위 | —      | 102위 | 88위           | Ass                   |
| 1974년 | "Love Is Easy"               | —    | —    | —      | —     | —              | Badfinger             |
| 1974년 | "I Miss You"                 | —    | —    | —      | —     | —              | Badfinger             |
| 1979년 | "Lost Inside Your Love"      | —    | —    | —      | —     | —              | Airwaves              |
| 1979년 | "Love Is Gonna Come at Last" | —    | —    | —      | 69위  | 79위           | Airwaves              |
| 1981년 | "Hold On"                    | —    | —    | —      | 56위  | 67위           | Say No More           |
| 1981년 | "I Got You"                  | —    | —    | —      | —     | —              | Say No More           |
| 1981년 | "Because I Love You"         | —    | —    | —      | —     | —              | Say No More           |